# SKE48
SKE48(일본어: エスケーイー フォーティーエイト, 한국어: 에스케이이포티에이트)는 2008년에 아키모토 야스시의 프로듀싱으로 결성된 일본의 여성 아이돌 그룹이다. 또한 AKB48와는 다르게 대부분의 멤버가 아이치현을 비롯한 주부 지방 출신이라는 것이 특징이며, 주부 지방을 중심으로 활동한다.

## 개요
AKB48 전국 전개 제1탄으로 나고야시를 선택하여, 2008년에 결성하였다. 선샤인 SAKAE 2층에 있는 「SKE48 극장」 (구.SUNSHINE STUDIO)을 베이스하여 공연 활동을 한다.
명칭인 「SKE」는 극장의 현지 장소인 사카에(SAKAE)를 딴 것이다.
2009년 8월 5일에 란티스를 통해 싱글 強き者よ(강한 자여)를 발매하여 데뷔했으며 2010년 1월에 CROWN GOLD, 2011년 6월에 에이벡스로 이적하였다.
2011년 11월 1일, 피타고라스 프로모션에서 SKE48 멤버 및 SKE48 사업에 종사하고 있던 스탭이 AKS에 전적. 이후, 2019년 3월 1일에 KeyHolder 관련 회사로 신설된 주식회사 SKE가 SKE48 사업을 AKS부터 계승. 동년 7월 1일 운영회사 주식회사 SKE가 주식회사 제스트로 개명.

### AKB48와 다른 점
- 대개 멤버의 출신지가 주부 지방의 아이치현, 기후현, 미에현이다.
- 멤버 전원이 모두 AKS(2011년 10월 31일까지 피타고라스 프로모션)에 소속되어 있으며,
- AKB48, NMB48, HKT48, NGT48, STU48의 「캡틴」에 해당하는 멤버는 「리더」라고 호칭되고 있다.
- 정식 멤버에서 연구생으로 격하와 연구생에서 정식 멤버로 승격이 AKB보다 많은 편이다.
- 대학생이나 전문대생 혹은 전문 자격자 등등 고등 교육을 받은 멤버가 많다.

## 멤버
SKE48 멤버는 AKB48과 같은 체제로 팀S, 팀KII, 팀E 형태의 3개 팀체제이다. 누군가가 한 명씩은 각 팀안에 소속되어 있으나 정식 멤버가 아닌 연구생 멤버는 소속되어 있지 않다. SKE48 극장(구.SUNSHINE STUDIO)에서 극장 공연은 원칙으로 팀 단위로 이행한다. 연구생은 백댄서나 정규 멤버의 불참이나 휴연을 보충하는 형태로 공연에 나가거나, 연구생 중심 공연에 출연하는 경우도 있다.
팀의 나눔에 대하여
SKE48는 오프닝 멤버 오디션 합격자 22명과 AKB 연구생에서부터 이적한 1명을 합한 23명(오리지널 멤버, 1기)으로 발족했지만, 2008년 10월 5일부터 극장 공연(팀A 1st Stage - PARTY가 시작해요)을 시작했을 당시는 16명의 선발 멤버와 연구생으로 갈려졌다.
2009년 2월 14일부터 SKE48 팀S 2nd Stage - 손을 잡으며부터는 정식 멤버를 다시 짜서 종전의 선발 멤버를 팀S로 개명하고, 발족 예정인 신팀은 팀KII였다. 팀KII는 2기 멤버 오디션에서 합격자와 1기생 연구생에서 선발된 멤버 총합 16명으로 5월 25일에 발족하였다.
3기생 오디션에서는 신 팀 발족은 없었고, 합격자 전부 연구생으로 지냈다.
4기생 오디션 역시 신 팀 발족은 없었고, 3기와 같이 전부 연구생으로 지냈으나, 2010년 12월 6일에 팀KII 3rd 공연 선발 멤버와 팀E 멤버가 결성과 동시에 발족되었다.

### 팀S
팀 컬러는 〈■ 오렌지〉.
| 이름                | 일본어 표기 | 요미가나            | 생년월일               | 기수         | 소속 사무소 | 조각 | 조각 | 조각 | 비고                                              | 총선거 | 총선거 | 총선거 | 총선거 | 총선거 | 총선거 | 총선거 | 총선거 | 총선거 | 총선거 |
| 이름                | 일본어 표기 | 요미가나            | 생년월일               | 기수         | 소속 사무소 | 1    | 2    | 3    | 비고                                              | 1      | 2      | 3      | 4      | 5      | 6      | 7      | 8      | 9      | 10     |
| ------------------- | ----------- | ------------------- | ---------------------- | ------------ | ----------- | ---- | ---- | ---- | ------------------------------------------------- | ------ | ------ | ------ | ------ | ------ | ------ | ------ | ------ | ------ | ------ |
| 아이카와 호노카     | 相川暖花    | あいかわ ほのか     | 2003년 10월 22일(21세) | 7기          | 제스트      |      |      | E    | 리더                                              |        |        |        |        |        |        |        |        |        |        |
| 이시구로 유즈키     | 石黒友月    | いしぐろ ゆづき     | 2003년 10월 11일(21세) | 8기          | 제스트      |      |      | S    | -                                                 |        |        |        |        |        |        |        |        |        |        |
| 이토 코코미         | 伊藤虹々美  | いとう ここみ       | 2008년 12월 8일(16세)  | 12기         | 제스트      |      |      |      | -                                                 |        |        |        |        |        |        |        |        |        |        |
| 이리우치지마 사야카 | 入内嶋涼    | いりうちじま さやか | 1999년 5월 13일(26세)  | 9기          | 제스트      |      |      | KII  | -                                                 |        |        |        |        |        |        |        |        |        |        |
| 쿠마자키 하루카     | 熊崎晴香    | くまざき はるか     | 1997년 8월 10일(27세)  | 6기          | 제스트      |      |      | E    | 최연장자                                          |        |        |        |        |        |        | 73     | 67     | 63     | 46     |
| 쿠라시마 아미       | 倉島杏実    | くらしま あみ       | 2005년 6월 28일(20세)  | 8기          | 제스트      |      |      | E    | -                                                 |        |        |        |        |        |        |        |        |        |        |
| 사카모토 마린       | 坂本真凛    | さかもと まりん     | 2002년 2월 2일(23세)   | 8기          | 제스트      |      |      | S    | -                                                 |        |        |        |        |        |        |        |        |        |        |
| 스기모토 리이나     | 杉本りいな  | すぎもと りいな     | 2008년 9월 20일(16세)  | 11기         | 제스트      |      |      | S    | 아버지는 축구 선수 스기모토 게이타                |        |        |        |        |        |        |        |        |        |        |
| 스즈키 코코나       | 鈴木恋奈    | すずき ここな       | 2003년 12월 28일(21세) | 9기          | 제스트      |      |      | E    | -                                                 |        |        |        |        |        |        |        |        |        |        |
| 나카노 아이리       | 中野愛理    | なかの あいり       | 2001년 3월 24일(24세)  | 드래프트 3기 | 제스트      |      |      | KII  | 2025년 8월 31일 졸업예정                          |        |        |        |        |        |        |        |        |        |        |
| 노무라 미요         | 野村実代    | のむら みよ         | 2003년 2월 1일(22세)   | 8기          | 제스트      |      |      | S    | 언니는 노무라 나오 (전 AKB48 팀K 드래프트 연구생) |        |        |        |        |        |        |        |        |        |        |
| 하라 유우네         | 原優寧      | はら ゆうね         | 2001년 11월 23일(23세) | 11기         | 제스트      |      |      | S    | -                                                 |        |        |        |        |        |        |        |        |        |        |
| 야마무라 사쿠라     | 山村さくら  | やまむら さくら     | 2006년 9월 20일(18세)  | 11기         | 제스트      |      |      | KII  | 최연소                                            |        |        |        |        |        |        |        |        |        |        |

### 팀KII
팀 컬러는 〈■ 빨강〉.
| 이름            | 일본어 표기 | 요미가나          | 생년월일               | 기수         | 소속 사무소 | 조각 | 조각 | 조각 | 비고                     | 총선거 | 총선거 | 총선거 | 총선거 | 총선거 | 총선거 | 총선거 | 총선거 | 총선거 | 총선거 |
| 이름            | 일본어 표기 | 요미가나          | 생년월일               | 기수         | 소속 사무소 | 1    | 2    | 3    | 비고                     | 1      | 2      | 3      | 4      | 5      | 6      | 7      | 8      | 9      | 10     |
| --------------- | ----------- | ----------------- | ---------------------- | ------------ | ----------- | ---- | ---- | ---- | ------------------------ | ------ | ------ | ------ | ------ | ------ | ------ | ------ | ------ | ------ | ------ |
| 아라노 히메카   | 荒野姫楓    | あらの ひめか     | 2002년 1월 9일(23세)   | 9기          | 제스트      |      |      | S    | -                        |        |        |        |        |        |        |        |        |        |        |
| 이케다 카에데   | 池田楓      | いけだ かえで     | 2000년 7월 5일(25세)   | 9기          | 제스트      |      |      | E    | -                        |        |        |        |        |        |        |        |        |        |        |
| 이토 미키       | 伊藤実希    | いとう みき       | 2002년 8월 11일(22세)  | 10기         | 제스트      |      |      | KII  | 리더                     |        |        |        |        |        |        |        |        |        |        |
| 이노우에 루카   | 井上瑠夏    | いのうえ るか     | 2001년 6월 12일(24세)  | 8기          | 제스트      |      |      | S    | -                        |        |        |        |        |        |        |        |        |        |        |
| 오쿠노 코코하   | 奥野心羽    | おくの ここは     | 2005년 2월 20일(20세)  | 12기         | 제스트      |      |      |      | -                        |        |        |        |        |        |        |        |        |        |        |
| 카마타 나츠키   | 鎌田菜月    | かまた なつき     | 1996년 8월 29일(28세)  | 6기          | 제스트      |      |      | E    | 최연장자                 |        |        |        |        |        |        | 70     | 74     | 44     | 59     |
| 키타가와 요시노 | 北川愛乃    | きたがわ よしの   | 2001년 1월 24일(24세)  | 8기          | 제스트      |      |      | S    | -                        |        |        |        |        |        |        |        |        |        |        |
| 사토 카호       | 佐藤佳穂    | さとう かほ       | 1997년 5월 16일(28세)  | 8기          | 제스트      |      |      | E    | -                        |        |        |        |        |        |        |        |        |        |        |
| 사와다 카논     | 澤田奏音    | さわだ かのん     | 2004년 5월 12일(21세)  | 10기         | 제스트      |      |      | E    | -                        |        |        |        |        |        |        |        |        |        |        |
| 시노하라 쿄카   | 篠原京香    | しのはら きょうか | 2004년 6월 3일(21세)   | 11기         | 제스트      |      |      | KII  | 최연소                   |        |        |        |        |        |        |        |        |        |        |
| 스가와라 마야   | 菅原茉椰    | すがわら まや     | 2000년 1월 10일(25세)  | 드래프트 2기 | 제스트      |      |      | E    | 2025년 8월 31일 졸업예정 |        |        |        |        |        |        |        |        |        | 29     |
| 후지모토 후유카 | 藤本冬香    | ふじもと ふゆか   | 1998년 4월 3일(27세)   | 9기          | 제스트      |      |      | KII  | 2025년 9월 30일 졸업예정 |        |        |        |        |        |        |        |        |        |        |
| 마츠모토 치카코 | 松本慈子    | まつもと ちかこ   | 1999년 11월 19일(25세) | 드래프트 1기 | 제스트      |      | S    | S    | SKE48 캡틴               |        |        |        |        |        |        |        |        |        |        |

### 팀E
팀 컬러는 〈■ 청록〉.
| 이름            | 일본어 표기 | 요미가나        | 생년월일               | 기수 | 소속 사무소 | 조각 | 조각 | 조각 | 비고                                  | 총선거 | 총선거 | 총선거 | 총선거 | 총선거 | 총선거 | 총선거 | 총선거 | 총선거 | 총선거 |
| 이름            | 일본어 표기 | 요미가나        | 생년월일               | 기수 | 소속 사무소 | 1    | 2    | 3    | 비고                                  | 1      | 2      | 3      | 4      | 5      | 6      | 7      | 8      | 9      | 10     |
| --------------- | ----------- | --------------- | ---------------------- | ---- | ----------- | ---- | ---- | ---- | ------------------------------------- | ------ | ------ | ------ | ------ | ------ | ------ | ------ | ------ | ------ | ------ |
| 아오우미 히나노 | 青海ひな乃  | あおうみ ひなの | 2000년 11월 2일(24세)  | 9기  | 제스트      |      |      | S    | 2023년 11월부터 Quadlips 멤버 활동 중 |        |        |        |        |        |        |        |        |        |        |
| 아오키 리카     | 青木莉樺    | あおき りか     | 1999년 9월 2일(25세)   | 10기 | 제스트      |      |      | KII  | 최연장자                              |        |        |        |        |        |        |        |        |        |        |
| 아카호리 키미에 | 赤堀君江    | あかほり きみえ | 2002년 1월 21일(23세)  | 9기  | 제스트      |      |      | S    | 리더                                  |        |        |        |        |        |        |        |        |        |        |
| 아사이 유카     | 浅井裕華    | あさい ゆうか   | 2003년 11월 10일(21세) | 7기  | 제스트      |      |      | E    | 졸업생 키자키 유리아의 고종 사촌 동생 |        |        |        |        |        |        |        |        |        |        |
| 이다 레오나     | 井田玲音名  | いだ れおな     | 1999년 12월 3일(25세)  | 6기  | 제스트      |      |      | E    | -                                     |        |        |        |        |        |        |        |        |        |        |
| 오오타 아야카   | 太田彩夏    | おおた あやか   | 2000년 8월 17일(24세)  | 7기  | 제스트      |      |      | KII  | 언니는 오오타 리오나                  |        |        |        |        |        |        |        |        |        |        |
| 오오무라 안즈   | 大村杏      | おおむら あんず | 2005년 9월 20일(19세)  | 11기 | 제스트      |      |      | S    | -                                     |        |        |        |        |        |        |        |        |        |        |
| 카와무라 유아   | 河村優愛    | かわむら ゆあ   | 2006년 1월 31일(19세)  | 12기 | 제스트      |      |      |      | -                                     |        |        |        |        |        |        |        |        |        |        |
| 스즈키 에나     | 鈴木愛菜    | すずき えな     | 2004년 1월 9일(21세)   | 9기  | 제스트      |      |      | KII  | -                                     |        |        |        |        |        |        |        |        |        |        |
| 나카사카 미유   | 中坂美祐    | なかさか みゆ   | 2005년 6월 11일(20세)  | 9기  | 제스트      |      |      | S    | -                                     |        |        |        |        |        |        |        |        |        |        |
| 나카무라 이즈미 | 仲村和泉    | なかむら いずみ | 2000년 3월 15일(25세)  | 8기  | 제스트      |      |      | S    | -                                     |        |        |        |        |        |        |        |        |        |        |
| 니시이 미오     | 西井美桜    | にしい みお     | 2001년 3월 16일(24세)  | 10기 | 제스트      |      |      | KII  | -                                     |        |        |        |        |        |        |        |        |        |        |
| 모리모토 쿠루미 | 森本くるみ  | もりもと くるみ | 2007년 9월 3일(17세)   | 11기 | 제스트      |      |      | E    | 최연소                                |        |        |        |        |        |        |        |        |        |        |

### 연구생
| 이름            | 일본어 표기 | 요미가나          | 생년월일               | 가입기 | 소속 사무소 | 비고     | 총선거 |
| 이름            | 일본어 표기 | 요미가나          | 생년월일               | 가입기 | 소속 사무소 | 비고     | -      |
| --------------- | ----------- | ----------------- | ---------------------- | ------ | ----------- | -------- | ------ |
| 카키모토 레나   | 柿元礼愛    | かきもと れな     | 2005년 9월 12일(19세)  | 12기   | 제스트      | -        |        |
| 카토 사츠키     | 加藤皐生    | かとう さつき     | 2010년 5월 27일(15세)  | 12기   | 제스트      | -        |        |
| 쿠라모토 하나   | 倉本羽菜    | くらもと はな     | 2004년 9월 13일(20세)  | 12기   | 제스트      | -        |        |
| 타카무라 사야   | 高村紗弥    | たかむら さや     | 2004년 7월 4일(21세)   | 12기   | 제스트      | -        |        |
| 하세가와 미야비 | 長谷川雅    | はせがわ みやび   | 2010년 11월 20일(14세) | 12기   | 제스트      | -        |        |
| 마츠카와 미유   | 松川みゆ    | まつかわ みゆ     | 2008년 4월 15일(17세)  | 12기   | 제스트      | -        |        |
| 미나미사와 코코 | 南澤恋々    | みなみさわ ここ   | 2007년 10월 26일(17세) | 12기   | 제스트      | -        |        |
| 오오타 마나에   | 太田愛恵    | おおた まなえ     | 2007년 12월 16일(17세) | 13기   | 제스트      | -        |        |
| 카와무라 쇼코   | 川村昇子    | かわむら しょうこ | 2007년 9월 15일(17세)  | 13기   | 제스트      | -        |        |
| 쿠보타 레이     | 久保田怜    | くぼた れい       | 2009년 11월 23일(15세) | 13기   | 제스트      | -        |        |
| 쿠모이 사나     | 雲井紗菜    | くもい さな       | 2005년 11월 23일(19세) | 13기   | 제스트      | -        |        |
| 쿠와하라 츠바키 | 桒原椿      | くわはら つばき   | 2006년 2월 25일(19세)  | 13기   | 제스트      | -        |        |
| 콘도 미코토     | 近藤海琴    | こんどう みこと   | 2003년 11월 25일(21세) | 13기   | 제스트      | -        |        |
| 사쿠라이 아리사 | 桜井愛莉咲  | さくらい ありさ   | 2003년 11월 7일(21세)  | 13기   | 제스트      | 최연장자 |        |
| 사사키 노조미   | 佐々木希美  | ささき のぞみ     | 2010년 10월 19일(14세) | 13기   | 제스트      | -        |        |
| 타치바나 아야메 | 立花菖      | たちばな あやめ   | 2009년 6월 24일(16세)  | 13기   | 제스트      | -        |        |
| 타무라 마유     | 田村真悠    | たむら まゆ       | 2007년 9월 18일(17세)  | 13기   | 제스트      | -        |        |
| 히지리 하루카   | 聖遥花      | ひじり はるか     | 2007년 2월 4일(18세)   | 13기   | 제스트      | -        |        |
| 후쿠하라 코하루 | 福原心春    | ふくはら こはる   | 2006년 1월 7일(19세)   | 13기   | 제스트      | -        |        |
| 미야모토 린카   | 宮本倫花    | みやもと りんか   | 2007년 9월 10일(17세)  | 13기   | 제스트      | -        |        |
| 요코이 시호     | 横井志穂    | よこい しほ       | 2011년 11월 8일(13세)  | 13기   | 제스트      | 최연소   |        |

### 졸업/사퇴한 멤버

#### 정식 멤버
| 이름              | 일본어 표기  | 요미가나          | 기수         | 졸업 시기        | 최종 소속 | 현재 소속사              | 비고                                                                             | 총선거 최고 순위 |
| ----------------- | ------------ | ----------------- | ------------ | ---------------- | --------- | ------------------------ | -------------------------------------------------------------------------------- | ---------------- |
| 스즈키 키라라     | 鈴木きらら   | すずき きらら     | 1기          | 2008년 11월 24일 | S         | -                        | -                                                                                | -                |
| 타카이 츠키나     | 高井つき奈   | たかい つきな     | 1기          | 2009년 8월 31일  | S         | -                        | -                                                                                | -                |
| 테즈카 마치코     | 前田栄子     | まえだ えいこ     | 2기          | 2009년 11월 29일 | KII       | -                        | -                                                                                | -                |
| 이치하라 유리     | 市原佑梨     | いちはら ゆり     | 2기          | 2009년 11월 30일 | KII       | 선즈 엔터테인먼트        | 개인활동중                                                                       | -                |
| 야마시타 모에     | 山下もえ     | やました もえ     | 1기          | 2009년 12월 25일 | S         | 비너스 엔터테인먼트      | 현 CAMOUFLAGE의 멤버                                                             | -                |
| 신카이 리나       | 新海里奈     | しんかい りな     | 1기          | 2010년 5월 8일   | 연        | -                        | -                                                                                | -                |
| 모리 사유키       | 森紗雪       | もり さゆき       | 1기          | 2010년 5월 8일   | 연        | -                        | -                                                                                | -                |
| 마츠시타 유이     | 松下唯       | まつした ゆい     | 1기          | 2011년 9월 30일  | S         | -                        | -                                                                                | -                |
| 나카무라 유카     | 中村優花     | なかむら ゆうか   | 4기          | 2011년 12월 31일 | E         | 후루타치 프로젝트        | 개인활동중                                                                       | -                |
| 오노 하루카       | 小野晴香     | おの はるか       | 1기          | 2012년 3월 31일  | S         | 미라이쿠루               | 개인활동중                                                                       | -                |
| 마노 하루카       | 間野春香     | まの はるか       | 2기          | 2012년 3월 31일  | E         | -                        | -                                                                                | -                |
| 야마다 에리카     | 山田恵里伽   | やまだ えりか     | 3기          | 2012년 3월 31일  | E         | Bassarat BRAVO'NO        | 개인활동중                                                                       | -                |
| 와카바야시 토모카 | 若林倫香     | わかばやし ともか | 2기          | 2012년 7월 31일  | KII       | AZ 크리에티브            | 개인활동중                                                                       | -                |
| 히라타 리카코     | 平田璃香子   | ひらた りかこ     | 1기          | 2012년 10월 23일 | S         | -                        | -                                                                                | -                |
| 키타하라 리에     | 北原里英     | きたはら りえ     | -            | 2013년 4월 28일  | S         | 오오타 프로덕션          | 개인활동중                                                                       | 13위             |
| 쿠와바라 미즈키   | 桑原みずき   | くわばら みずき   | 1기          | 2013년 5월 6일   | S         | -                        | 본명 : 桑原瑞希                                                                  | -                |
| 다카다 시오리     | 高田志織     | たかだ しおり     | 1기          | 2013년 5월 6일   | S         | -                        | 언니는 다카다 아야나                                                             | -                |
| 히라마츠 카나코   | 平松可奈子   | ひらまつ かなこ   | 1기          | 2013년 5월 6일   | S         | 오스카 프로모션          | 개인활동중                                                                       | -                |
| 야가미 쿠미       | 矢神久美     | やがみ くみ       | 1기          | 2013년 5월 6일   | S         | 미라이쿠루               | 개인활동중                                                                       | 28위             |
| 아카에다 리리나   | 赤枝里々奈   | あかえだ りりな   | 2기          | 2013년 5월 6일   | KII       | -                        | -                                                                                | -                |
| 오기소 시오리     | 小木曽汐莉   | おぎそ しおり     | 3기          | 2013년 5월 6일   | KII       | -                        | -                                                                                | 32위             |
| 하타 사와코       | 秦佐和子     | はた さわこ       | 3기          | 2013년 5월 6일   | KII       | 마우스 프로모션          | 개인활동중                                                                       | 25위             |
| 우에노 카스미     | 上野圭澄     | うえの かすみ     | 3기          | 2013년 5월 6일   | E         | -                        | -                                                                                | -                |
| 하라 미나미       | 原望奈美     | はら みなみ       | 4기          | 2013년 5월 6일   | E         | PFH Entertainment        | 개인활동중                                                                       | -                |
| 후지모토 미즈키   | 藤本美月     | ふじもと みづき   | 5기          | 2013년 5월 6일   | 승        | -                        | -                                                                                | -                |
| 니도이 사야카     | 新土居沙也加 | にいどい さやか   | 5기          | 2013년 11월 30일 | S         | -                        | -                                                                                | -                |
| 스가 나나코       | 菅なな子     | すが ななこ       | 5기          | 2014년 2월 23일  | E         | -                        | -                                                                                | -                |
| 사토 세이라       | 佐藤聖羅     | さとう せいら     | 1기          | 2014년 2월 27일  | S         | 아시아 프로모션          | -                                                                                | -                |
| 무카이다 마나츠   | 向田茉夏     | むかいだ まなつ   | 2기          | 2014년 3월 23일  | S         | -                        | -                                                                                | 35위             |
| 키자키 유리아     | 木﨑ゆりあ   | きざき ゆりあ     | 3기          | 2014년 4월 24일  | S         | am                       | 개인활동중 아사이 유우카 (팀E)의 고종 사촌 언니                                  | 22위             |
| 데구치 아키       | 出口陽       | でぐち あき       | 1기          | 2014년 4월 29일  | S         | 크로커다일               | 개인활동중 현예명 : aki (아키)                                                   | -                |
| 이구치 시오리     | 井口栞里     | いぐち しおり     | 2기          | 2014년 4월 29일  | E         | -                        | -                                                                                | -                |
| 키토 모모나       | 鬼頭桃菜     | きとう ももな     | 2기          | 2014년 4월 29일  | E         | Miss                     | 현예명 : 미카미 유아 (三上悠亜) 전 에비스 마스캇츠 1.5의 멤버 현 허니팝콘의 리더 | -                |
| 마츠모토 리나     | 松本梨奈     | まつもと りな     | 2기          | 2014년 4월 29일  | S         | -                        | -                                                                                | 41위             |
| 카네코 시오리     | 金子栞       | かねこ しおり     | 4기          | 2014년 4월 29일  | E         | 스타레이 프로모션        | 개인활동중                                                                       | 63위             |
| 오오와키 아리사   | 大脇有紗     | おおわき ありさ   | 5기          | 2014년 7월 30일  | E         | -                        | -                                                                                | -                |
| 카토 토모코       | 加藤智子     | かとう ともこ     | 2기          | 2014년 9월 29일  | KII       | 스카이 코퍼레이션        | 개인활동중                                                                       | -                |
| 키노시타 유키코   | 木下有希子   | きのした ゆきこ   | 3기          | 2014년 11월 27일 | KII       | 센트럴 재팬              | 개인활동중/현예명 : 키노시타 미쉘 (木下ミシェル)                                 | 40위             |
| 야마다 레이카     | 山田澪花     | やまだ れいか     | 2기          | 2014년 12월 31일 | E         | 알칸셸                   | 개인활동중/아버지는 경륜 선수 야마다 유지                                        | -                |
| 미즈노 호노카     | 水埜帆乃香   | みずの ほのか     | 4기          | 2014년 12월 31일 | KII       | 피토네                   | 개인활동중/현예명 : honoka                                                       | -                |
| 야마다 미즈호     | 山田みずほ   | やまだ みずほ     | 5기          | 2015년 1월 31일  | KII       | -                        | -                                                                                | 54위             |
| 이와나가 츠구미   | 岩永亞美     | いわなが つぐみ   | 5기          | 2015년 2월 28일  | E         | -                        | -                                                                                | 46위             |
| 사토 미에코       | 佐藤実絵子   | さとう みえこ     | 1기          | 2015년 3월 31일  | S         | 센트럴 재팬              | 개인활동중                                                                       | -                |
| 나카니시 유카     | 中西優香     | なかにし ゆうか   | 1기          | 2015년 3월 31일  | S         | 아크로스 엔터테인먼트    | 개인활동중                                                                       | 63위             |
| 후루카와 아이리   | 古川愛李     | ふるかわ あいり   | 2기          | 2015년 3월 31일  | KII       | -                        | 본명 : 春川瑠花                                                                  | 27위             |
| 코바야시 아미     | 小林亜実     | こばやし あみ     | 4기          | 2015년 3월 31일  | E         | ABP inc.                 | 개인활동중                                                                       | 47위             |
| 야마다 나나       | 山田菜々     | やまだ なな       | -            | 2015년 4월 3일   | KII       | -                        | 본명 : 나카야마 나나 (中山菜々)                                                  | 28위             |
| 아비루 리호       | 阿比留李帆   | あびる りほ       | 2기          | 2015년 4월 30일  | KII       | 스타레이 프로모션        | 개인활동중/현예명 : あびる李帆                                                   | 74위             |
| 와타나베 미유키   | 渡辺美優紀   | わたなべ みゆき   | -            | 2015년 5월 21일  | S         | roundcell                | 개인활동중                                                                       | 15위             |
| 타나카 나츠미     | 田中菜津美   | たなか なつみ     | -            | 2015년 5월 28일  | S         | -                        | 재적시는 HKT48 팀H 겸임                                                          | -                |
| 마츠이 레나       | 松井玲奈     | まつい れな       | 1기          | 2015년 8월 31일  | E         | A-PLUS                   | 개인활동중                                                                       | 5위              |
| 코도 사키         | 神門沙樹     | ごうど さき       | 드래프트 1기 | 2015년 11월 19일 | KII       | -                        | -                                                                                | -                |
| 이소하라 쿄카     | 磯原杏華     | いそはら きょうか | 2기          | 2016년 1월 31일  | E         | 박스 코퍼레이션          | 개인활동중                                                                       | 53위             |
| 우메모토 마도카   | 梅本まどか   | うめもと まどか   | 4기          | 2016년 2월 29일  | E         | Mousa                    | -                                                                                | 39위             |
| 코이시 쿠미코     | 小石公美子   | こいし くみこ     | 드래프트 1기 | 2016년 2월 29일  | E         | -                        | -                                                                                | -                |
| 미야자와 사에     | 宮澤佐江     | みやざわ さえ     | -            | 2016년 3월 31일  | S         | 호리프로                 | 개인활동중                                                                       | 8위              |
| 야마시타 유카리   | 山下ゆかり   | やました ゆかり   | 4기          | 2016년 3월 31일  | KII       | -                        | -                                                                                | -                |
| 카토 루미         | 加藤るみ     | かとう るみ       | 2기          | 2016년 5월 31일  | E         | 선 뮤직 프로덕션         | 개인활동중                                                                       | 62위             |
| 시바타 아야       | 柴田阿弥     | しばた あや       | 4기          | 2016년 8월 31일  | E         | 센트 포스                | -                                                                                | 15위             |
| 미야마에 아미     | 宮前杏実     | みやまえ あみ     | 5기          | 2016년 9월 30일  | S         | 쓰리에스 스타일 프로     | 개인활동중                                                                       | 45위             |
| 야카타 미키       | 矢方美紀     | やかた みき       | 3기          | 2017년 2월 28일  | S         | TYK 프로모션             | 개인활동중                                                                       | 62위             |
| 노구치 유메       | 野口由芽     | のぐち ゆめ       | 6기          | 2017년 2월 28일  | S         | -                        | -                                                                                | 85위             |
| 아즈마 리온       | 東李苑       | あずま りおん     | 6기          | 2017년 3월 31일  | S         | CREATIVE OFFICE CUE      | 개인활동중                                                                       | 61위             |
| 사카이 메이       | 酒井萌衣     | さかい めい       | 4기          | 2017년 3월 31일  | E         | TRUSTAR                  | 개인활동중                                                                       | 63위             |
| 이시다 안나       | 石田安奈     | いしだ あんな     | 2기          | 2017년 5월 31일  | KII       | ANNA24                   | 개인활동중                                                                       | 77위             |
| 타케우치 마이     | 竹内舞       | たけうち まい     | 4기          | 2017년 5월 31일  | S         | Am-bitioN                | 개인활동중                                                                       | 54위             |
| 후타무라 하루카   | 二村春香     | ふたむら はるか   | 5기          | 2017년 7월 31일  | S         | -                        | -                                                                                | 34위             |
| 오오야 마사나     | 大矢真那     | おおや まさな     | 1기          | 2017년 11월 30일 | S         | 산 오피스                | 개인활동중                                                                       | 22위             |
| 키모토 카논       | 木本花音     | きもと かのん     | 4기          | 2017년 12월 1일  | E         | -                        | -                                                                                | 31위             |
| 고토 리사코       | 後藤理沙子   | ごとう りさこ     | 3기          | 2017년 12월 31일 | S         | 센트럴 재팬              | 개인활동중                                                                       | 52위             |
| 사토 스미레       | 佐藤すみれ   | さとう すみれ     | -            | 2017년 12월 31일 | E         | -                        | -                                                                                | 31위             |
| 다카테라 사나     | 髙寺沙菜     | たかてら さな     | 드래프트 1기 | 2018년 1월 31일  | E         | -                        | -                                                                                | -                |
| 이치노 나루미     | 市野成美     | いちの なるみ     | 5기          | 2018년 3월 31일  | E         | -                        | -                                                                                | 99위             |
| 다카츠카 나츠키   | 髙塚夏生     | たかつか なつき   | 드래프트 1기 | 2018년 4월 30일  | KII       | -                        | -                                                                                | -                |
| 이누즈카 아사나   | 犬塚あさな   | いぬつか あさな   | 4기          | 2018년 6월 30일  | S         | 마이무프로               | 개인활동중                                                                       | -                |
| 야하기 유키나     | 矢作有紀奈   | やはぎ ゆきな     | 8기          | 2018년 11월 10일 | KII       | -                        | 동생은 야하기 모에카                                                             | -                |
| 마치 오토하       | 町音葉       | まち おとは       | 7기          | 2018년 11월 30일 | S         | -                        | -                                                                                | -                |
| 잇시키 레나       | 一色嶺奈     | いっしき れな     | 드래프트 2기 | 2018년 12월 28일 | S         | -                        | -                                                                                | 56위             |
| 야마다 쥬나       | 山田樹奈     | やまだ じゅな     | 6기          | 2019년 1월 31일  | S         | -                        | -                                                                                | -                |
| 오카다 미쿠       | 岡田美紅     | おかだ みく       | 8기          | 2019년 4월 30일  | S         | -                        | -                                                                                | 78위             |
| 시라유키 코하쿠   | 白雪希明     | しらゆき こはく   | 8기          | 2019년 4월 30일  | E         | -                        | -                                                                                | -                |
| 마츠무라 카오리   | 松村香織     | まつむら かおり   | 3기          | 2019년 5월 2일   | KII       | -                        | -                                                                                | 13위             |
| 우치야마 미코토   | 内山命       | うちやま みこと   | 2기          | 2019년 5월 31일  | KII       | -                        | -                                                                                | 42위             |
| 다카기 유마나     | 高木由麻奈   | たかぎ ゆまな     | 4기          | 2019년 5월 31일  | KII       | 센트럴 재팬              | -                                                                                | -                |
| 키타가와 료하     | 北川綾巴     | きたがわ りょうは | 6기          | 2019년 9월 30일  | S         | L&R                      | 개인활동중                                                                       | 27위             |
| 고토 라라         | 後藤楽々     | ごとう らら       | 7기          | 2019년 9월 30일  | E         | 스프라운드               | 개인활동중                                                                       | 46위             |
| 노노가키 미키     | 野々垣美希   | ののがき みき     | 8기          | 2019년 11월 30일 | E         | 프레오 매니지먼트        | -                                                                                | -                |
| 오오시바 린카     | 大芝りんか   | おおしば りんか   | 8기          | 2020년 11월 30일 | KII       | -                        | -                                                                                | -                |
| 시라이 유키노     | 白井友紀乃   | しらい ゆきの     | 9기          | 2020년 12월 31일 | KII       | -                        | 동생은 시라이 코토노 (전 드래프트 2기생)                                         | -                |
| 카타오카 나루미   | 片岡成美     | かたおか なるみ   | 7기          | 2021년 1월 20일  | KII       | -                        | -                                                                                | -                |
| 시라이 코토노     | 白井琴望     | しらい ことの     | 드래프트 2기 | 2021년 1월 31일  | KII       | 스페이스 크래프트        | 개인활동중/언니는 시라이 유키노 (전 9기생)                                       | -                |
| 니시 마리나       | 西満里奈     | にし まりな       | 드래프트 3기 | 2021년 3월 31일  | E         | -                        | -                                                                                | -                |
| 히라타 시이나     | 平田詩奈     | ひらた しいな     | 드래프트 3기 | 2021년 3월 31일  | E         | -                        | -                                                                                | -                |
| 마츠이 쥬리나     | 松井珠理奈   | まつい じゅりな   | 1기          | 2021년 4월 30일  | S         | -                        | -                                                                                | 1위              |
| 다카야나기 아카네 | 高柳明音     | たかやなぎ あかね | 2기          | 2021년 4월 30일  | KII       | 에이벡스 뮤직 크리에티브 | 개인활동중                                                                       | 14위             |
| 타케우치 사키     | 竹内彩姫     | たけうち さき     | 6기          | 2021년 5월 31일  | KII       | -                        | -                                                                                | 31위             |
| 이시카와 카논     | 石川花音     | いしかわ かのん   | 9기          | 2021년 5월 31일  | E         | -                        | -                                                                                | -                |
| 노지마 카노       | 野島樺乃     | のじま かの       | 7기          | 2021년 6월 30일  | S         | 제스트                   | et-앤드-의 멤버                                                                  | -                |
| 소다 사리나       | 惣田紗莉渚   | そうだ さりな     | 드래프트 1기 | 2021년 6월 30일  | KII       | -                        | -                                                                                | 11위             |
| 야마우치 스즈란   | 山内鈴蘭     | やまうち すずらん | -            | 2021년 11월 30일 | S         | 호리프로                 | 개인활동중                                                                       | 71위             |
| 스기야마 아이카   | 杉山愛佳     | すぎやま あいか   | 7기          | 2021년 12월 31일 | S         | -                        | -                                                                                | 110위            |
| 후카이 네가이     | 深井ねがい   | ふかい ねがい     | 8기          | 2022년 1월 31일  | E         | Xrise                    | 개인활동중                                                                       | -                |
| 이가라시 하야카   | 五十嵐早香   | いがらし はやか   | 10기         | 2022년 2월 28일  | KII       | 01familia                | -                                                                                | -                |
| 오오바 미나       | 大場美奈     | おおば みな       | -            | 2022년 4월 30일  | KII       | 재팬 뮤직 엔터테인먼트   | 개인활동중                                                                       | 8위              |
| 후루하타 나오     | 古畑奈和     | ふるはた なお     | 5기          | 2022년 9월 30일  | KII       | 제스트                   | 개인활동중                                                                       | 15위             |
| 스다 아카리       | 須田亜香里   | すだ あかり       | 3기          | 2022년 11월 1일  | E         | TWIN PLANET              | 개인활동중                                                                       | 2위              |
| 타나베 나츠미     | 田辺美月     | たなべ みづき     | 9기          | 2023년 2월 28일  | E         | LILY MARRY Production    | -                                                                                | -                |
| 츠즈키 리카       | 都築里佳     | つづき りか       | 4기          | 2023년 3월 31일  | S         | 선 뮤직 나고야           | 개인활동중                                                                       | -                |
| 이시즈카 미즈키   | 石塚美月     | いしづか みづき   | 10기         | 2023년 3월 31일  | S         | -                        | -                                                                                | -                |
| 스기우라 아난     | 杉山歩南     | すぎやま あなん   | 10기         | 2023년 6월 30일  | S         | -                        | -                                                                                | -                |
| 히라노 모모나     | 平野百菜     | ひらの ももな     | 9기          | 2023년 6월 30일  | S         | -                        | -                                                                                | -                |
| 히다카 유즈키     | 日高優月     | ひだか ゆづき     | 6기          | 2023년 10월 31일 | KII       | -                        | -                                                                                | 76위             |
| 에고 유나         | 江籠裕奈     | えご ゆうな       | 5기          | 2023년 12월 31일 | KII       | 제스트                   | 개인활동중                                                                       | 35위             |
| 오오타니 유키     | 大谷悠妃     | おおたに ゆうき   | 드래프트 3기 | 2024년 1월 31일  | S         | -                        | -                                                                                | -                |
| 타케우치 나나미   | 竹内ななみ   | たけうち ななみ   | 9기          | 2024년 1월 31일  | S         | -                        | -                                                                                | -                |
| 타니 마리카       | 谷真理佳     | たに まりか       | -            | 2024년 3월 31일  | E         | 제스트                   | 개인활동중                                                                       | 23위             |
| 후쿠시 나오       | 福士奈央     | 'ふくし なお      | 드래프트 1기 | 2024년 4월 30일  | E         | -                        | -                                                                                | 103위            |
| 카와시마 미하루   | 川嶋美晴     | かわしま みはる   | 9기          | 2024년 6월 30일  | KII       | 퍼스트 사운드            | -                                                                                | -                |
| 키타노 루카       | 北野瑠華     | きたの るか       | 6기          | 2024년 6월 30일  | KII       | 제스트                   | 개인활동중                                                                       | 93위             |
| 다카하라 유우키   | 髙畑結希     | たかはた ゆうき   | 7기          | 2024년 6월 30일  | E         | 제스트                   | 개인활동중                                                                       | 68위             |
| 하야시 미레이     | 林美澪       | はやし みれい     | 10기         | 2024년 8월 31일  | E         | -                        | -                                                                                | -                |
| 미즈노 아이리     | 水野愛理     | みずの あいり     | 드래프트 2기 | 2024년 9월 30일  | KII       | -                        | -                                                                                | -                |
| 아오키 시오리     | 青木詩織     | あおき しおり     | 6기          | 2024년 11월 30일 | KII       | -                        | -                                                                                | 80위             |
| 사이토 마키코     | 斉藤真木子   | さいとう まきこ   | 2기          | 2024년 12월 31일 | E         | -                        | -                                                                                | 42위             |
| 키토 미쿠루       | 鬼頭未来     | きとう みくる     | 10기         | 2025년 2월 28일  | S         | -                        | -                                                                                | -                |
| 스즈키 사라       | 鈴木愛來     | すずき さら       | 12기         | 2025년 2월 28일  | KII       | -                        | -                                                                                | -                |
| 스에나가 오우카   | 末永桜花     | すえなが おうか   | 7기          | 2025년 2월 28일  | E         | -                        | -                                                                                | 45위             |
| 아라이 유키       | 荒井優希     | あらい ゆき       | 드래프트 1기 | 2025년 3월 31일  | KII       | -                        | -                                                                                | 28위             |
| 오카모토 아야카   | 岡本彩夏     | おかもと あやか   | 9기          | 2025년 3월 31일  | KII       | -                        | -                                                                                | -                |

#### 연구 · 후보생
| 이름            | 일본어 표기 | 요미가나        | 기수         | 졸업 시기        | 현재 소속 사무소                                            | 비고                          |
| --------------- | ----------- | --------------- | ------------ | ---------------- | ----------------------------------------------------------- | ----------------------------- |
| 와코 쥰나       | 若生純奈    | わこう じゅんな | 2기 (후보)   | 2009년 4월 25일  | -                                                           | -                             |
| 이나가키 호나미 | 稲垣ほなみ  | いながき ほなみ | 1기          | 2009년 4월 30일  | -                                                           | -                             |
| 오제키 키하루   | 尾関きはる  | おぜき きはる   | 1기          | 2009년 4월 30일  | -                                                           | 본명 : 備前希日               |
| 사이토 유나     | 齋藤優菜    | さいとう ゆな   | 2기 (후보)   | 2009년 5월 25일  | -                                                           | -                             |
| 시바키 아이코   | 柴木愛子    | しばき あいこ   | 1기          | 2009년 8월 17일  | -                                                           | -                             |
| 오오시마 후카   | 大島風薫    | おおしま ふうか | 2기          | 2009년 9월 30일  | -                                                           | -                             |
| 하야시 세이카   | 林星香      | はやし せいか   | 2기          | 2009년 9월 30일  | -                                                           | -                             |
| 마에카와 아이카 | 前川愛佳    | まえかわ あいか | 1기          | 2009년 9월 30일  | -                                                           | -                             |
| 하시모토 아유미 | 橋本あゆみ  | はしもと あゆみ | 2기          | 2009년 11월 30일 | -                                                           | -                             |
| 야나세 아이코   | 柳瀬愛子    | やなせ あいこ   | 3기          | 2009년 12월 9일  | 에스 프로모션 공식 프로필 axone 공식 프로필 (梁瀬愛子 명의) | 개인활동중                    |
| 한다 아야네     | 半田礼音    | はんだ あやね   | 3기          | 2010년 5월 8일   | -                                                           | -                             |
| 노노야마 마린   | 野々山茉琳  | ののやま まりん | 4기          | 2011년 2월 23일  | -                                                           | -                             |
| 이마데 마이     | 今出舞      | いまで まい     | 3기          | 2012년 5월 31일  | PKP                                                         | -                             |
| 미야와키 리코   | 宮脇理子    | みやわき りこ   | 6기          | 2013년 3월 11일  | 미라이쿠루                                                  | 개인활동중                    |
| 코바야시 에미리 | 小林絵未梨  | こばやし えみり | 4기          | 2013년 5월 6일   | -                                                           | -                             |
| 이토 아카네     | 伊藤茜      | いとう あかね   | 6기          | 2013년 5월 9일   | -                                                           | -                             |
| 히오키 미키     | 日置実希    | ひおき みき     | 5기          | 2013년 6월 1일   | -                                                           | -                             |
| 키타하라 유나   | 北原侑奈    | きたはら ゆうな | 6기          | 2013년 11월 22일 | CaliCom                                                     | 개인활동중                    |
| 야노 아즈키     | 矢野杏月    | やの あづき     | 6기          | 2014년 2월 23일  | -                                                           | -                             |
| 야마모토 유카   | 山本由香    | やまもと ゆか   | 6기          | 2014년 3월 22일  | LEAD                                                        | 개인활동중/ 현예명 : 神谷由香 |
| 오리토 아이사   | 折戸愛彩    | おりと あいさ   | 6기          | 2014년 4월 29일  | L&R                                                         | 개인활동중                    |
| 소라 미유카     | 空美夕日    | そら みゆか     | 6기          | 2014년 5월 31일  | -                                                           | -                             |
| 고토 마유코     | 後藤真由子  | ごとう まゆこ   | 6기          | 2014년 7월 29일  | -                                                           | -                             |
| 사사키 유카     | 佐々木柚香  | ささき ゆか     | 6기          | 2015년 2월 28일  | -                                                           | -                             |
| 오기노 리사     | 荻野利沙    | おぎの りさ     | 5기          | 2015년 3월 31일  | -                                                           | -                             |
| 츠지 노조미     | 辻のぞみ    | つじ のぞみ     | 7기          | 2015년 11월 30일 | -                                                           | -                             |
| 무라이 쥰나     | 村井純奈    | むらい じゅんな | 7기          | 2016년 9월 30일  | -                                                           | -                             |
| 카와사키 나루미 | 川崎成美    | かわさき なるみ | 7기          | 2016년 12월 31일 | 나고야 미소녀팩토리                                         | 개인활동중                    |
| 코바야시 카노   | 小林佳乃    | こばやし かの   | 8기          | 2017년 1월 16일  | -                                                           | -                             |
| 카와이 안나     | 川合杏奈    | かわい あんな   | 8기          | 2017년 4월 12일  | -                                                           | -                             |
| 이시카와 사키   | 石川咲姫    | いしかわ さき   | 8기          | 2018년 6월 26일  | -                                                           | -                             |
| 코츠마 호노카   | 上妻ほの香  | こうづま ほのか | 드래프트 3기 | 2018년 6월 26일  | SAKURA entertainment                                        | 개인활동중                    |
| 아츠미 아야하   | 渥美彩羽    | あつみ あやは   | 8기          | 2018년 7월 31일  | -                                                           | -                             |
| 와다 아이나     | 和田愛菜    | わだ あいな     | 7기          | 2018년 8월 31일  | -                                                           | -                             |
| 모리히라 리코   | 森平莉子    | もりひら りこ   | 8기          | 2018년 9월 30일  | -                                                           | -                             |
| 아다치 레나     | 安達玲奈    | あだち れいな   | 9기          | 2019년 1월 4일   | 탬버린 아티스트                                             | 개인활동중                    |
| 오오바 사야카   | 大場紗也加  | おおば さやか   | 9기          | 2019년 5월 13일  | -                                                           | -                             |
| 스기야마 나타리 | 杉山菜田里  | すぎやま なたり | 9기          | 2019년 6월 30일  | -                                                           | -                             |
| 오오하시 마코   | 大橋真子    | おおはし まこ   | 9기          | 2020년 9월 30일  | -                                                           | -                             |
| 키우치 리카코   | 木内俐椛子  | きうち りかこ   | 10기         | 2020년 10월 20일 | -                                                           | -                             |
| 카토 유이       | 加藤結      | かとう ゆい     | 10기         | 2020년 12월 31일 | 제로이치 아카데미아                                         | 개인활동중                    |
| 와키타 아오이   | 脇田葵      | わきた あおい   | 11기         | 2022년 4월 30일  | -                                                           | -                             |

## 같이 보기
일본 자매 그룹
- AKB48
- NMB48
- HKT48
- NGT48
- STU48

일본 해외 자매 그룹
- JKT48
- BNK48
- MNL48
- AKB48 Team SH
- AKB48 Team TP
- SGO48
- CGM48
- DEL48
- MUB48
- KLP48

### 내용주
1. ↑  2019년 6월까지 상호는 「주식회사 SKE」.

### 참조주
1. ↑  SKE48, 에이벡스 이적을 도쿄 & 나고야 공연으로 동시 발표 (나타리) (2011년 5월 28일 열람)